# Synoicum otagoensis
Synoicum otagoensis är en sjöpungsart som beskrevs av C.S. Millar 1982. Synoicum otagoensis ingår i släktet Synoicum och familjen klumpsjöpungar. Inga underarter finns listade i Catalogue of Life.